# Медаль Гельмгольца
Медаль Гельмгольца (нем. Helmholtz-Medaille) — научная награда Берлинско-Бранденбургской академии наук, которая является правопреемницей Прусской академии наук, Германской академии наук, Академии наук ГДР. Медаль присуждается за выдающиеся научные достижения в области гуманитарных и социальных наук, математики и естественных наук, биологии и медицины или инженерных наук.

## История
Учреждена немецким физиком Германом фон Гельмгольцем в год своего 70-летия. Вручается с 1892 года. В последние десятилетия присуждается раз в 2 года. Наградой является бронзовая медаль. Премией награждены 17 лауреатов Нобелевской премии.

## Лауреаты
- 1892: Эмиль Генрих Дюбуа-Реймон, Роберт Вильгельм Бунзен, Уильям Томсон (лорд Кельвин), Карл Вейерштрасс
- 1898: Рудольф Вирхов
- 1900: Джордж Габриель Стокс
- 1904:  Сантьяго Рамон-и-Кахаль
- 1906:  Антуан Анри Беккерель
- 1909:  Герман Эмиль Фишер
- 1910:  Якоб Хендрик Вант-Гофф
- 1912: Симон Швенденер
- 1914:  Макс Планк
- 1916: Рихард фон Гертвиг
- 1918:  Вильгельм Конрад Рентген
- 1959:  Отто Ган,  Густав Людвиг Герц,  Макс фон Лауэ
- 1961:  Нильс Бор
- 1964:  Поль Адриен Морис Дирак
- 1969: Николай Николаевич Боголюбов
- 1971: Виктор Амазаспович Амбарцумян, Владимир Александрович Фок
- 1975:  Луи де Бройль, Ганс Штуббе, Андрей Николаевич Колмогоров
- 1978: Карл Ломан
- 1981: Петер Тиссен,  Пётр Леонидович Капица
- 1984: Арнольд Граффи[нем.]
- 1987:  Александр Михайлович Прохоров, Самуэль Митя Рапопорт
- 1990: Хайнц Бетге[нем.]
- 1994:  Манфред Эйген
- 1996: Ноам Хомский
- 1998: Роджер Пенроуз
- 2000: Юрген Хабермас
- 2002: Фридрих Хирцебрух
- 2004: Ганс-Ульрих Велер[нем.]
- 2006: Гюнтер Шпур[нем.]
- 2008: Петер Вапневски[нем.]
- 2010: Бирбаумер, Нильс[нем.]
- 2012:  Джон Чарлз Полани
- 2014:  Марри Гелл-Ман
- 2016: Николас Решер
- 2018: Рита Колвелл
- 2020: Габор Соморджай
- 2022: Карико, Каталин